# 高雄市立青年國民中學
高雄市立青年國民中學（英語：Kaohsiung  Municipal Youth Junior High School），簡稱青年國中，是一所位於臺灣高雄市鳳山區的國民中學。

## 歷任校長
- 首任校長：廖仁智
- 第二任校長：林文正
- 第三任校長：李麗華
- 第四任校長：陳當木
- 第五任校長：鍾莉娜
- 第六任校長：林月盛
- 第七任校長：陳正憲（現任）

## 學校沿革
民國85年代，本校基地為縣府所有，位於高雄縣鳳山市忠孝里青年路與光復路交叉口路段，當時此區除了一汽車教練場外，其餘為閒置空地。因此區人口迅速成長，鄰近鳳西國中已有100多班，忠孝國中也有60班，兩校均均已達飽和狀態，無法再接收新生。為了紓解學生的驟增，以及減輕家長接送孩子的負擔，讓學生能就近方便入學，特別在此基地成立一所新設學校。以校門前之大路名稱為名「高雄縣立青年國民中學（是離高雄縣政府所在地最近的一所國中）。於民國99年12月25日，因縣市合併改名為「高雄市立青年國民中學」。
民國85年元月奉余縣長政憲指示，正式編制預算進行規劃設校事宜。由原林園國中廖校長仁智奉令兼辦籌備工作，並由縣府委託禾耘聯合建築師事務所進行規畫設計。85年7月廖校長奉令專職籌備設校事宜，並借用高雄縣鳳山市中山國民小學輔導室為聯絡處。
學校規模原規畫為中型學校（約30~40班），但因新生入學暴增，於86學年度即招收一年級新生564名共14班，至88年第三期校舍竣工，學校規模大致底定，教職員工138名，班級數55班。爾後繼續增班，87學年度即由教育局列為總量管制學校至今。至90學年度最高達到62班。現況班級數為45班(113學年度)

## 學校特色
- 雙語課程：一、二年級每班每週安排雙語彈性課程，聘請外師全英上課。每年舉辦全年級英語話劇與英語合唱比賽。

- 數理資優班：每年招收30名數理資優生。特色為獨立研究、機器人、創客自造、創意發明。

- 精緻社團：青年之音、童軍團、管樂團、熱音社、美術社

- 體育班：舉重隊、籃球隊、田徑隊

## 外部連結
高雄市立青年國民中學 （页面存档备份，存于）